# 셀초
셀초(러시아어: Сельцо, "작은 마을"이라는 뜻)는 러시아 브랸스크주에 위치한 도시로, 인구는 20,762명(2002년 기준)이다. 데스나강과 접하며 브랸스크(브랸스크 주의 주도)에서 22km 정도 떨어진 곳에 위치한다.
1938년 도시형 촌락으로 승격되었고 1990년 시로 승격되었다.